# 宮野真守のm-1ぐらんぷりっ!
宮野真守のm-1ぐらんぷりっ!（みやのまもるのマモワンぐらんぷりっ!）は、東海ラジオ放送、KBS京都、RKB毎日放送、ラジオ関西で放送されていたラジオ番組（アニラジ）である。
声優の宮野真守がパーソナリティを務める冠番組。
東海ラジオ放送を幹事局として放送されていた『米倉千尋のSMILE GO HAPPY』が本人のレコード会社移籍に伴い終了したため、編成上空いた枠を充てて放送が開始された。そのため、この番組も東海ラジオが幹事局となっている。西日本の主要都市で放送されているが、ラジオ関西ではPT扱いでの放送となっている。

## コーナー
おたより
バールのようなもの
番組アバンに行われるコーナー。どんな広がらない話題でも広げていき、勢いに乗った瞬間にOPへ突入する。
人間サンプラー
CM明けに、この世に無いような効果音を宮野の口だけで表現するコーナー。最近では、言葉が中心となっている時もある。
マモッター
140文字以内に収まる色々な物語を呟いていくコーナー。
マモワン
宮野が2つのキャラクターを交互に演じ、宮野真守No.1をリスナーの投票で決定するコーナー。
宮野マモ流
世の中の様々な手順や常識を宮野真守流に語るコーナー。
ゴマすりのツボ
宮野が色々な方と出会った時に、その人と上手に絡むコツを学ぶコーナー。
マモに届け
宮野が恋の悩みに真正面からぶつかって、最後にいいことを言うといい感じに音楽が流れるコーナー。
マモ杯！2012
いろんなジャンルで宮野のベストイレブンを発表するコーナー。
レッツスタンダップ！
学校のクラスや家族など狭い範囲でしかわからない言葉を紹介するコーナー。
マモフィール
どんな質問でも宮野が一言で答えてマモのプロフィール、マモフィールをみんなで充実させていくコーナー。

## 番組主題歌

### オープニング
- Splash Blue -WONDERING LIL MIX-（2010年4月 - 2011年6月）
- STAND UP SOUL（2011年7月 - 2012年3月）
- Buning Point（2012年4月 - ）

### エンディング
- トロイメライ（2010年4月 - 6月）
- My World（2010年7月 - 2011年6月）
- MOONLIGHT（2011年7月 - 2012年3月）
- Beautiful Life（2012年4月 - ）

## ゲスト
- 谷山紀章（第50回）
- 林原めぐみ（第61回）
- 鷲崎健（第112回）
- MAY'S（第115回）

| 東海ラジオ 日曜日24:30～25:00                                 | 東海ラジオ 日曜日24:30～25:00                                | 東海ラジオ 日曜日24:30～25:00                           |
| 前番組                                                        | 番組名                                                       | 次番組                                                  |
| ------------------------------------------------------------- | ------------------------------------------------------------ | ------------------------------------------------------- |
| 水樹奈々 スマイルギャング （2009年10月11日 - 2010年3月28日）  | 宮野真守のm-1ぐらんぷりっ! （2010年4月11日 - 2012年9月30日） | みなみけのみなきけおさらい （2012年10月7日 - ）         |
| KBS京都 日曜日22:00～22:30                                    |                                                              |                                                         |
| 林原めぐみのTokyo Boogie Night （- 2010年3月28日）            | 宮野真守のm-1ぐらんぷりっ! （2010年4月11日 - 2012年9月30日） | みなみけのみなきけおさらい （2012年10月7日 - ）         |
| RKBラジオ 日曜日23:30～24:00                                  |                                                              |                                                         |
| へきる、淳司 NATURE （- 2011年4月3日）                        | 宮野真守のm-1ぐらんぷりっ! （2011年4月10日 - 2012年9月30日） | みなみけのみなきけおさらい （2012年10月7日 - ）         |
| ラジオ関西 土曜日24:30 - 25:30（アニたまどっとコム枠）        |                                                              |                                                         |
| アニたまどっとコム standard まるなげ♪ （→25:00〜26:00に移動） | 宮野真守のm-1ぐらんぷりっ！ （2011年4月2日 - ）              | あふぃ☆ラジ～魔法学院特別授業 （2012年4月7日 - ）       |
| ラジオ関西 土曜日25:30 - 26:00（アニたまどっとコム枠）        |                                                              |                                                         |
| アニたまどっとコム standard まるなげ♪ （ - 2012年3月31日）    | 宮野真守のm-1ぐらんぷりっ！ （2012年4月7日 -2012年6月30日）  | 鷲崎健の王様は退屈じゃ! （2012年7月7日 -2016年3月26日） |
| ラジオ関西 金曜日24:30 - 25:00（アニたまどっとコム枠）        |                                                              |                                                         |
| アニたま喫茶 三姉妹。 （ - 2012年6月29日）                    | 宮野真守のm-1ぐらんぷりっ！ （2012年7月6日 - 2012年10月5日） | ラジオ絶滅寸前男子 （2012年10月12日 - 2013年3月29日）   |